# شرکت بهره‌برداری نفت و گاز زاگرس جنوبی
شرکت بهره‌برداری نفت و گاز زاگرس جنوبی یکی از سه شرکت تابعه شرکت نفت مناطق مرکزی ایران به مرکزیت ستاد شیراز است. این شرکت دارای پنج واحد بهره برداری به نام‌های نار و کنگان، آغار و دالان، پارسیان، سرخون و گشوی جنوبی و سروستان و سعادت آباد است که ۹ میدان گازی شامل آغار، نار، کنگان، سرخون، تابناک، هما، وراوی و شانول و ۲ میدان نفتی فعال سعادت آباد و سروستان را در بر می‌گیرد.
با تأسیس شرکت بهره‌برداری نفت و گاز زاگرس جنوبی، بهره‌برداری از میدان‌های نفت وگاز پنج استان جنوبی ایران به عهده این شرکت با مرکزیت شیراز گذاشته شد. با توجه به تعدد و گستردگی میادین در استان‌های فارس، بوشهر، هرمزگان، کهگیلویه و بویراحمد و چهارمحال و بختیاری این شرکت موظف شد خوراک پالایشگاه‌های گازی فراشبند، فجر، سرخون و پارسیان را تأمین کند.